# Roklum
Roklum – miejscowość i gmina w Niemczech, w kraju związkowym Dolna Saksonia, w powiecie Wolfenbüttel, wchodzi w skład gminy zbiorowej Elm-Asse. Do 31 grudnia 2014 wchodziła w skład gminy zbiorowej Asse.